# Catarsi (art)
|  | Per a altres significats, vegeu «catarsi». |

La catarsi és una experiència purificadora d'emocions, produïda per una obra d'art.
El mot ‘catarsi’ prové del grec κάθαρσις, katharsis, que significa ‘neteja’, ‘purificació’, ‘expiació’ o ‘sacrifici espiatori’. Té el seu origen en la concepció del paper de l'art, sobretot la música i la tragèdia, que segons Aristòtil el resultat de la identificació de l'espectador amb el que passa a l'escenari en la tragèdia grega. La foscor i concisió en què roman embolicat el concepte de catarsi ha despertat, sens dubte, l'interès dels seus comentaristes i intèrprets. La combinació de por o terror i de compassió de l'expectador que veu la tragèdia, surt la catarsi. És una emoció curadora per també pedagògica, que educa l'ànima. En l'obra dramàtica, és el moment en què els personatges viuen una experiència que canviarà el curs de la història i que l'espectador es diu, això em podria passar també si no fas compte.
La catarsi és un terme de l'art dramàtic que descriu l'efecte de la tragèdia (o la comèdia i molt possiblement altres formes artístiques) principalment sobre el públic. Aristòtil parla de catarsi com a «expiació de les passions», en el sentit d’una elevació, d’una superació i, en cert sentit, d’un passatge de l’art a la moral, però fent això va més enllà de la definició de la tragèdia i dels seus efectes.
D. W. Lucas, en un apèndix «Pity, Fear, and Katharsis» a una edició anglesa de la Poètica, explica els diversos matisos del terme en un. Lucas reconeix la possibilitat que la catarsi tingui algun aspecte del significat de purificació, purgació i aclariment intel·lectual, tot i que el seu enfocament difereix d'alguna manera del d'altres estudiosos influents. En particular, la interpretació de Lucas es basa en la doctrina grega dels humors, que no ha rebut una àmplia acceptació. La concepció de la catarsi en termes de purga i purificació continua sent àmpliament utilitzada avui dia, com ho ha fet durant segles. No obstant això, des del segle xx la interpretació del concepte de la catarsi com a «aclariment intel·lectual» en els membres de l'audiència ha guanyat reconeixement.
Quant a les característiques d'aquestes emocions, segons Aristòtil, la pietat o compassió és una passió penosa suscitada pel dolor o el patiment d'un altre. Per tant, requereix pensar que aquest altre està patint realment, i a més, que el seu patiment és greu. A més, aquest sentiment precisa l'opinió que la persona no mereixia el patiment. Aristòtil assenyala que la pietat guarda una estreta relació amb la creença que un és també vulnerable. En definitiva, requereix una comunitat de sentiments i l'opinió que es pot compadir un mal similar al que pateix qui suscita la nostra pietat. El terror i la pietat són dos afectes que formen els extrems en la cadena sentimental humana.